# Thereva confusa
Thereva confusa är en tvåvingeart som beskrevs av Krober 1913. Thereva confusa ingår i släktet Thereva och familjen stilettflugor.
Artens utbredningsområde är Kanarieöarna. Inga underarter finns listade i Catalogue of Life.